# 베트남 인민군
베트남 인민군(베트남어: Quân đội Nhân dân Việt Nam/軍隊人民越南)은 베트남 사회주의 공화국의 국군(정규군) 겸 베트남 공산당의 당군이다. 1944년 12월 22일 베트남의 독립운동가 호치민과 보응우옌잡이 프랑스, 일본 제국에 대항하기 위해 만든 베트남 독립동맹회의 선전해방군을 모태로 설립되었다.
1945년 9월 2일 베트남 민주공화국이 독립을 선포한 뒤 베트남 인민군으로 이름을 바꾸었고, 이후 제1차 인도차이나 전쟁에서 프랑스와 싸웠고, 베트남 전쟁에서는 베트남 공화국과 미국을 비롯한 동맹국들과 전쟁을 치렀으며, 제3차 인도차이나 전쟁과, 베트남-캄보디아 전쟁에서는 중화인민공화국과 크메르 루주를 상대로 싸웠다.
베트남 인민군은 징병제를 채택하고 있으며 18세부터 25세까지 징집한다. 복무기간은 24개월이다.